# Eriocaulon pringlei
Eriocaulon pringlei là một loài thực vật có hoa trong họ Eriocaulaceae. Loài này được S.Watson mô tả khoa học đầu tiên năm 1888.